# Samovar
Samovar (ruski: самовар) - grijani metalni kotao, koji se tradicionalno koristi za zagrijavanje i kuhanje vode u Rusiji, kao i u nekim drugim zemljama Srednje, Jugoistočne i Istočne Europe, Jugozapadne Azije i u Kašmiru. Starinski samovari često se odlikuju lijepom izradom.
Tradicionalno se grijao na ugljen, a mnogi noviji samovari koriste električnu energiju i zagrijavaju vodu na sličan način kao električni grijač vode. Samovari imaju različite oblike: bačvaste, sferne, cilindrične, u obliku urni i dr. Tipičan samovar sastoji se od više dijelova. Među glavnim dijelovima su: metalni spremnik, dimnjak, podložak, ventil za paru, ručka, slavina, proširenja dimnjaka i kapa. Mali dimnjak (6-8 cm) stavlja se na vrh kako bi osigurao strujanje toplijeg zraka prema gore. Izrađuju se od: bakra, mjedi, bronce, srebra, zlata, kositra ili nikla. 
Budući da se zagrijana voda obično koristi za izradu čaja, mnogi samovari imaju na vrhu prsten, na koji se može staviti šalica čaja, koja se tako grije. Prvo se napravio jak koncentrat čaja, koji se razrijeđivao s vodom, ovisno o ukusu, obično u omjeru od oko 10 dijelova vode na jedan dio koncentrata čaja.
U prošlosti je samovar bio ekonomičan način dobivanja tople vode. Bio je važan dio ruskog kućanstva. Veličine su varirale od 1 litre do 400 litara. U modernim vremenima, samovar se uglavnom koristi zbog održavanja tradicije.

## Galerija
- Samovar iz 18. stoljeća baroknog stila.
- Iz oko 1800. godine.
- Samovar iz razdoblja 1830. – 1840.
- Samovar iz 1840. – 1850.